# ライズ・オブ・シードラゴン 謎の鉄の爪
『ライズ・オブ・シードラゴン 謎の鉄の爪』（-なぞのてつのつめ、原題：狄仁杰之神都龍王、英題：Young Detective Dee: Rise of the Sea Dragon）は、2013年の中国・香港合作映画。
『王朝の陰謀 判事ディーと人体発火怪奇事件』の前日譚であり、主人公のディー・レンチェ（狄仁傑）役はアンディ・ラウからマーク・チャオに交代している。

## キャスト
- ディー・レンチェ（狄仁傑）：マーク・チャオ
- ユーチ・ジェンジン（尉遅真金）：ウィリアム・フォン
- ユエン・ジェン（元鎮）：キム・ボム
- イン・ルイジー（銀叡姫）：アンジェラベイビー
- シャトー・チョン（沙陀忠）：ケニー・リン
- 宮廷侍医ワン・ポー（王溥）：チェン・クン
- 皇后・則天武后：カリーナ・ラウ
- フォ・イー（霍義）：フー・ドン
- 皇帝・高宗：盛鑑

## スタッフ
- 監督：ツイ・ハーク
- 製作：ツイ・ハーク、ワン・チョンレイ、ナンサン・シー
- 脚本：ツイ・ハーク、チャン・チァルー
- 撮影：チョイ・ソンファイ
- アクション監督：ユエン・ブン
- 美術：ケン・マック
- 衣裳：ブルース・ユ
- 音楽：川井憲次